# Ryssiljor
Ryssiljor (Conioselinum) är ett släkte i familjen flockblommiga växter. Dess arter förekommer i den tempererade zonen på norra halvklotet.

## Arter
Släktet omfattar ett knappt tjugotal arter:
- Conioselinum acuminatum (Franch.) Lavrova
- Conioselinum anthriscoides (H.Boissieu) Pimenov & Kljuykov
- Conioselinum chinense (L.) Britton, Sterns & Poggenb.
- Conioselinum longifolium Turcz.
- Conioselinum mexicanum J.M.Coult. & Rose
- Conioselinum morrisonense Hayata
- Conioselinum nepalense Pimenov & Kljuykov
- Conioselinum officinale (Makino) K.Ohashi & H.Ohashi
- Conioselinum pseudoangelica (H.Boissieu) Pimenov & Kljuykov
- Conioselinum pteridophyllum (Franch.) Lavrova
- Conioselinum reflexum Pimenov & Kljuykov
- Conioselinum scopulorum (A.Gray) J.M.Coult. & Rose
- Conioselinum shanii Pimenov & Kljuykov
- Conioselinum sinchianum (K.T.Fu) Pimenov & Kljuykov
- Conioselinum smithii (H.Wolff) Pimenov & Kljuykov
- Conioselinum tataricum Hoffm.
- Conioselinum tenuisectum (H.Boissieu) Pimenov & Kljuykov
- Conioselinum tenuissimum (Nakai) Pimenov & Kljuykov